# Flygolyckan i New York 2006
Flygolyckan i New York 2006 inträffade cirka klockan 14:42 den 11 oktober 2006 då ett flygplan av typen Cirrus SR20 kolliderade med bostaden Belaire Apartments i The Belaire i New York. Basebollspelaren Cory Lidle, som spelade för laget New York Yankees, omkom i olyckan. Enligt olycksutredningen var den sannolika orsaken pilotfel. Efter olyckan fördes 18 personer, bland dessa 14 brandmän, till sjukhus för vård.

### Webbkällor
- ”Aircraft Accident Brief” (på engelska). National Transportation Safety Board. 1 maj 2007. Arkiverad från originalet den 10 november 2011. https://web.archive.org/web/20111110101522/http://www.ntsb.gov/doclib/reports/2007/AAB0702.pdf. Läst 6 oktober 2013.